# Black Rain (chanson)
Pour les articles homonymes, voir Black Rain et Pluie noire (homonymie).
Black Rain est le troisième single tiré de l'album Black Rain d'Ozzy Osbourne. Un extrait était disponible en avril 2007 sur le site ozzy.com dans la bibliothèque dessous la chanson I Don't Wanna Stop. Cette chanson fait penser à du matériel de Black Sabbath en raison de son rythme lent et son rythme changeant à la fin.
Cette chanson parle de la politique de la guerre d'Irak. Black Rain est une métaphore pour décrire la guerre.
Ozzy Osbourne a déclaré au magazine Brave Words & Bloody Knuckles en juin 2007 que l'idée de Black Rain lui était venue alors qu'il écoutait un documentaire évoquant le bombardement de Hiroshima et que par la suite une pluie noire et toxique s'était abattue sur la ville.

## Titres

### Version Radio
1. Black Rain